# Koga
Компанія Koga є голландським виробником роверів у місті Геренвен, Голландія. Компанія добре відома своєю довгою співпрацею з японським виробником роверових рам Miyata, виробляючи ровери і спонсоруючи команди роверистів під брендом Koga Miyata. У травні 2010 року співпраця припинилась і компанія почала виробляти ровери під брендом KOGA.

## Назва
Назва Koga — це комбінація перших двох літер прізвища дружини засновника компанії Marion Kowallik, та перших двох літер прізвища засновника компанії Andries Gaastra. Додаток Miyata появився в результаті співпраці з японським виробником Miyata, виробником дуже легких рам для роверів. Взагалі є сенс говорити тільки про компанію Koga, однак від самого заснування до 2010 року назва Koga завжди йшла разом з назвою Miyata, то ж часто назви Koga і Koga Miyata в цей період часу означають ту саму компанію.

## Історія[2]
Компанія була заснована в 1974 голландцем Andries Gaastra, який перед тим відійшов з компанії Batavus свого батька. Koga Miyata почала свою діяльність з використанням найкращих японських компонентів. Koga Miyata зробила ставку на легкість ровера та якість компонентів від японських виробників, таких, як Shimano, ставши їхнім офіційним імпортером. Дизайн і збірка велосипедів проводилася вручну в Нідерландах. Спочатку Koga Miyata продукували тільки шосейні велосипеди. В 1976 вони додали ряд високоякісних рандонерів або ж туристичних велосипедів, а в 1986 і гірських велосипедів.
З 1980 Koga Miyata почали спонсорувати велосипедну групу IJsboerke. Це привело до негайного успіху голландця Peter'а Winnen'а, який виграв етап в Tour de France навколо Alpe d'Huez. Міжнародне визнання голландського бренду Koga Miyata відразу почало зростати.
У 1992 Gaastra продав свою компанію групі Atag Cycle, яка шість років перед тим придбала компанію Batavus його батька. Gaastra залишив Koga, і Co Rijcken, який був разом з ним в компанії від самого початку, очолив її. Зі зростанням бізнесу Gaastra ставав все менше заангажований в розробку роверів, а саме це його найбільше цікавило. Gaastra залишився в Koga як консультант і продовжував впливати на дизайн роверів.
У 1993 після продажу Koga Miyata також почала випускати гібридні велосипеди.
У 2010 році Koga Miyata припинила використання рам від компанії Miyata, внаслідок чого на рамах зник додаток «Miyata» і появився новий бренд Koga, відомий і сьогодні своїми якісними і дорогими роверами для велоспринту, пелотону та інших різновидів велоспорту.
Цікаво, що до сих пір в мережі можна знайти брошурки, які випускала компанія від 1976 року.

## Ранні моделі
- Pro-Racer
- Pro-Luxe
- FullPro-L
- Gents-Racer
- Gents-Touring
- Gents-Luxe
- Road Racer
- Road Speed
- Road-Mixed
- Silver-Ace